# Simposio (Senofonte)
Il Simposio (in greco antico: Συμπόσιον?, Sympòsion) è un'opera di Senofonte in forma di dialogo.

## Struttura
Questo lavoro senofonteo registra la discussione di Socrate con alcuni commensali ad una cena data da Callia in onore di Autolico, figlio di Licone, probabilmente ambientata nel 421 a.C..

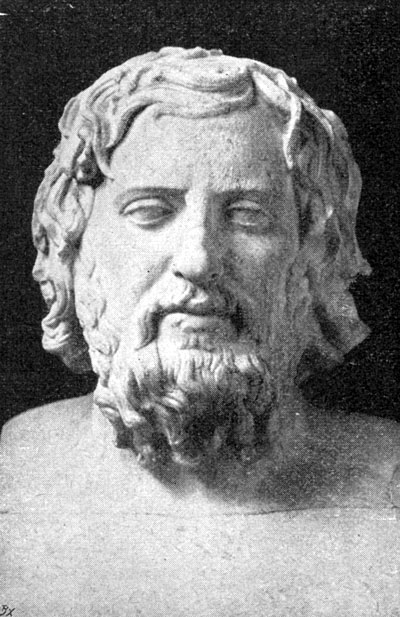
Senofonte

La struttura del Simposio prevede un prologo, tre parti e un epilogo. L’inizio è affidato a un prologo in cui si narra dell’invito rivolto dal ricco Callia a partecipare a un banchetto nella sua casa al Pireo, per festeggiare la vittoria del giovane Autolico, di cui egli è erastes, alle Grandi Panatenee, e in cui si presentano i convitati: ad Autolico, al padre di lui Licone e a Nicerato si uniscono, in un primo momento, Socrate con i discepoli Critobulo, Ermogene, Antistene e Carmide, e, in un secondo momento, il parassita e buffone Filippo.
La prima parte inizia con l’arrivo di un impresario siracusano e della sua compagnia, costituita da una flautista, una danzatrice e un ragazzo capace di suonare e di danzare. 
Nella seconda parte Socrate avvia la conversazione vera e propria, invitando ciascuno dei convitati a dichiarare di quale qualità va maggiormente orgoglioso: Callia vanta la propria capacità di rendere migliori gli uomini, Nicerato la propria conoscenza di Omero e Critobulo la bellezza fisica; Antistene rivendica come vera ricchezza la libertà dai bisogni, Carmide la povertà; Socrate rivendica per sé il ruolo di lenone; Filippo si dice orgoglioso della propria buffoneria, Licone del proprio figlio e Autolico del proprio padre, Ermogene dei propri amici. Segue una scherzosa gara di bellezza tra Socrate (notoriamente di aspetto sgradevole) e Critobulo, lo scopo della quale è di mettere in evidenza la superiore importanza della bellezza morale. 
Nella terza parte la discussione si concentra sull’Eros e, in particolare, sulla differenza fra Eros carnale e Eros spirituale, finendo per affermare la superiorità del secondo. 
Infine, nell’epilogo, dopo che il giovane Autolico ha lasciato il banchetto con il padre, vengono rappresentate le nozze di Dioniso e Arianna, in quella che è la prima rappresentazione letteraria di un mimo. 

## Analisi critica

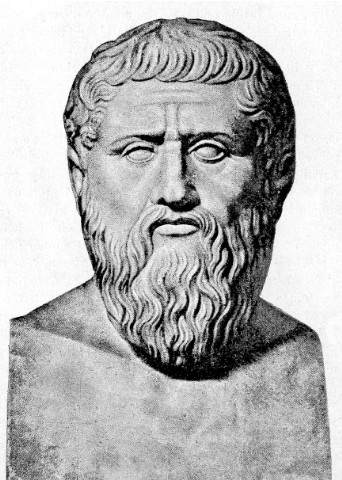
Platone

Mentre il Simposio di Platone è costituito da una serie di lunghi discorsi in lode di Eros, quello di Senofonte è dominato da botte e risposte, spesso con toni arguti e temi presentati in modo piuttosto disorganico. Si tratta, più che altro, di una "gara oratoria" tra Socrate e Callia, in cui a ciascuno dei commensali viene chiesto di descrivere la cosa di cui si vanta di più, con risposte giocose o paradossali: Socrate, per esempio, si vanta della sua conoscenza dell'arte dello sfruttamento della prostituzione. La storia giunge al culmine quando Socrate loda l'amore che Callia aveva per Autolico.
Per le notizie storiche su Socrate, il Simposio di Senofonte e il suo Economico vengono solitamente ritenuti senza valore dalla maggior parte degli studiosi. 
Ci sono state, inoltre, opinioni discordanti per comprendere se il lavoro di Senofonte fu scritto prima di quello di Platone o viceversa .
Oggi, gli studiosi hanno preso in considerazione un argomento particolare, quello contro un esercito di amanti nel discorso finale di Socrate come prova che Senofonte si basò su Platone, dal momento che questo concetto è menzionato nell'opera di Platone, sicché il discorso sembra una parodia o pastiche di discorsi erotici, sia del Simposio di Platone che del Fedro. Anche se alcuni studiosi hanno sostenuto che il lungo discorso di Socrate contiene aggiunte successive, l'opinione al riguardo è tuttora divisa su quale autore fu il primo a scrivere un simposio socratico ; studi recenti, però, sostengono generalmente che Senofonte scrisse il Simposio nella seconda metà del 360, beneficiando così della lettura degli scritti socratici di Platone .